# Hemisus perreti
Hemisus perreti är en groddjursart som beskrevs av Laurent 1972. Hemisus perreti ingår i släktet Hemisus och familjen Hemisotidae. IUCN kategoriserar arten globalt som otillräckligt studerad. Inga underarter finns listade i Catalogue of Life.